# Mathieu de Clermont
Fra' Mathieu de Clermont (lat.: fratis Mahé de Clermont; † 18. Mai 1291 in Akkon) war ein Ritter des Hospitaliterordens, dem er zuletzt als Marschall diente.
Clermont führte 1289 die Hospitaliterritter bei der Verteidigung von Tripolis gegen die Mameluken an. Die Stadt musste am 26. April aufgegeben werden, vierzig Ordensbrüder wurden im Kampf getötet, er selbst war einer der wenigen, denen die Flucht auf die See gelang.

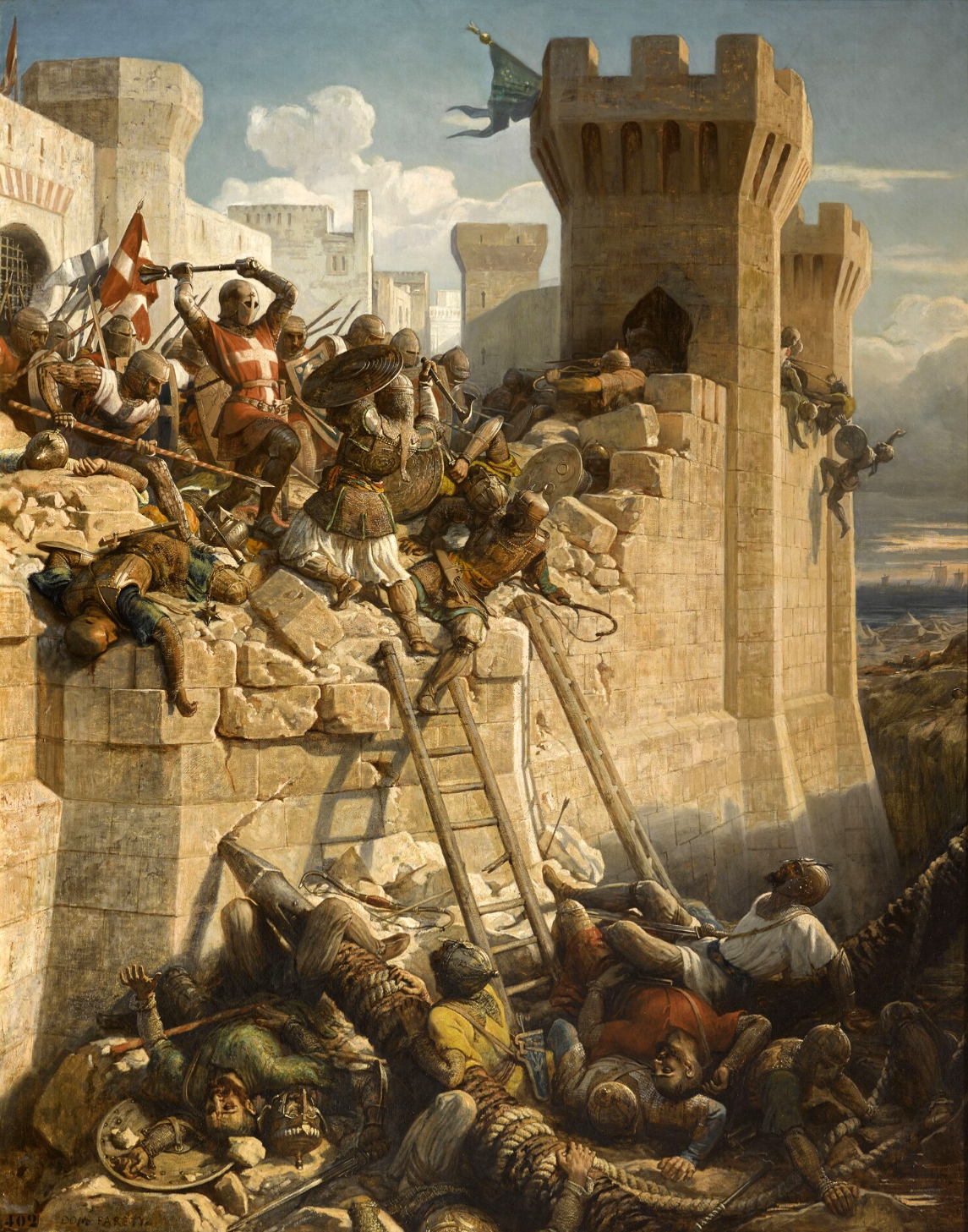
Mathieu de Clermont verteidigt die Mauern von Akkon. Historisierendes Gemälde von Dominique Papety. Château de Versailles, 19. Jahrhundert.

Clermont war einer der herausragenden Protagonisten im Verteidigungskampf um Akkon, der letzten Kreuzfahrerbastion im heiligen Land, die seit dem April 1291 von den Mameluken unter Sultan al-Aschraf Chalil belagert wurde. Als am 16. Mai die Mameluken in die Stadt eingedrungen waren, hielt Clermont die zum Hafen fliehenden Verteidiger auf und drängte in einem Gegenangriff die Mameluken aus dem Sankt-Antonius-Tor wieder aus der Stadt zurück. Beim erneuten Sturm auf die Stadt am 18. Mai kämpfte er ein weiteres Mal in vorderster Front und wurde im genuesischen Viertel getötet.
Der schwer verletzte Großmeister Jean de Villiers würdigte kurze Zeit nach dem Fall von Akkon seinen Marschall:

„Er war edel, beherzt und waffenerprobt. Möge Gott gnädig zu ihm sein!“